# Prise d'otages au consulat de Yougoslavie à Göteborg
Le mercredi 10 février 1971 a lieu une prise d'otages au consulat de Yougoslavie à Göteborg en Suède. Les preneurs d'otages sont des nationalistes croates qui exigent la libération d'un de leurs camarades emprisonné en Yougoslavie. Ils se rendent au bout de 24 heures, sans qu'aucune goutte de sang n'ait été versée.

## Déroulement des événements
Les événements commencent le matin à 08 h 45, dans les locaux du consulat situés au numéro 20 de la rue Odinsgatan. Les deux preneurs d'otages sont des indépendantistes croates, Blago Mikulić et Ivan Vujičević, sympathisants du mouvement anti-yougoslave oustachi. Sous la menace de leurs armes, ils détiennent trois personnes, un homme et deux femmes, qu'ils affirment être prêts à abattre le lendemain matin à 09 h 00 si leurs revendications ne sont pas satisfaites.
Ils demandent la libération de Miljenko Hrkać, un Croate emprisonné et condamné à mort en Yougoslavie pour deux attentats à la bombe perpétrés à Belgrade. L'attentat du cinéma 20. Oktobar le 13 juillet 1968 et l'attentat de la gare centrale le 25 septembre de la même année avaient causé la mort d'une personne et fait des dizaines de blessés.
Selon leurs exigences, une somme de 20 000 dollars doit être remise à Hrkać, qui doit ensuite pouvoir se rendre en Espagne, le régime franquiste étant considéré comme ami par les indépendantistes croates. Les autorités yougoslaves leur opposent une fin de non-recevoir.
Durant la nuit, les forces de l'ordre suédoises coupent toute communication entre le consulat et l'extérieur, isolant ainsi les deux preneurs d'otages, qui ne peuvent plus recevoir de soutien moral de leurs complices par téléphone. Cette stratégie se révèle payante, l'un des deux Croates se rendant aux policiers le lendemain matin peu après 09 h 00. Au terme de brefs pourparlers, le deuxième preneur d'otages accepte également de se rendre. Les otages sont sains et saufs, mais les policiers constatent que les armes des deux individus étaient bien chargées.

## Suites
Dans les semaines qui suivent, la tension est extrême entre les communautés serbes et croates en Suède. Le consul de Yougoslavie à Malmö est contraint de retourner à Belgrade après avoir reçu des menaces de mort. Et le 7 avril 1971, lors d'un nouveau coup de force, c'est l'ambassadeur Vladimir Rolović lui-même qui est grièvement blessé dans les locaux de son ambassade à Stockholm . Il succombe finalement à ses blessures le 15 avril.
Au terme de leur procès, Blago Mikulić et Ivan Vujičević sont condamnés à trois ans et demi de prison ferme. Quant à Miljenko Hrkać, il est exécuté le 10 janvier 1978 à la prison centrale de Belgrade.

## Sources
- (sv) Fredrik Johnsson. P3 dokumentär om kapardramat på Bulltofta. Sveriges Radio P3. 1er juillet 2007.
  - 02:28 - 07:07 : Men historien om kapardramat...
  - 17:14 - 19:10 : 1969 grips kroaten Miljenko...
- (sv) Dan Hansén, Jens Nordqvist. Kommando Holger Meins: dramat på västtyska ambassaden och Operation Leo. Ordfront. 2005.  (ISBN 91-7037-092-3).
  - p. 77-78.
- (sr) Miroslav Zarić. Pakao u bioskopu "20. oktobar". Večernje novosti. 11 mai 2004.